# António Duarte Silva
António Baptista Duarte Silva (ur. 5 maja 1941 w Figueira da Foz, zm. 1 kwietnia 2011) – portugalski polityk, inżynier i samorządowiec, w latach 1994–1995 minister.

## Życiorys
Absolwent inżynierii mechanicznej w Instituto Superior Técnico w ramach Universidade Técnica de Lisboa (1966). W 1970 ukończył studia podyplomowe z mechaniki stosowanej w Imperial College London. Pracował jako nauczyciel akademicki, od 1984 był przewodniczącym rady dyrektorów przedsiębiorstwa stoczniowego Estaleiros Navais de Viana do Castelo. Działał w Partii Socjaldemokratycznej. W latach 1994–1995 był ministrem rolnictwa w trzecim rządzie Aníbala Cavaco Silvy. W 1995 dodatkowo zajmował stanowisko ministra do spraw morskich. W 1998 objął funkcję przewodniczącego zgromadzenia miejskiego swojej rodzinnej miejscowości. Od 2002 do 2009 sprawował urząd burmistrza Figueira da Foz. Zmarł podczas pobytu we Francji na zawał serca.